# Separertratt

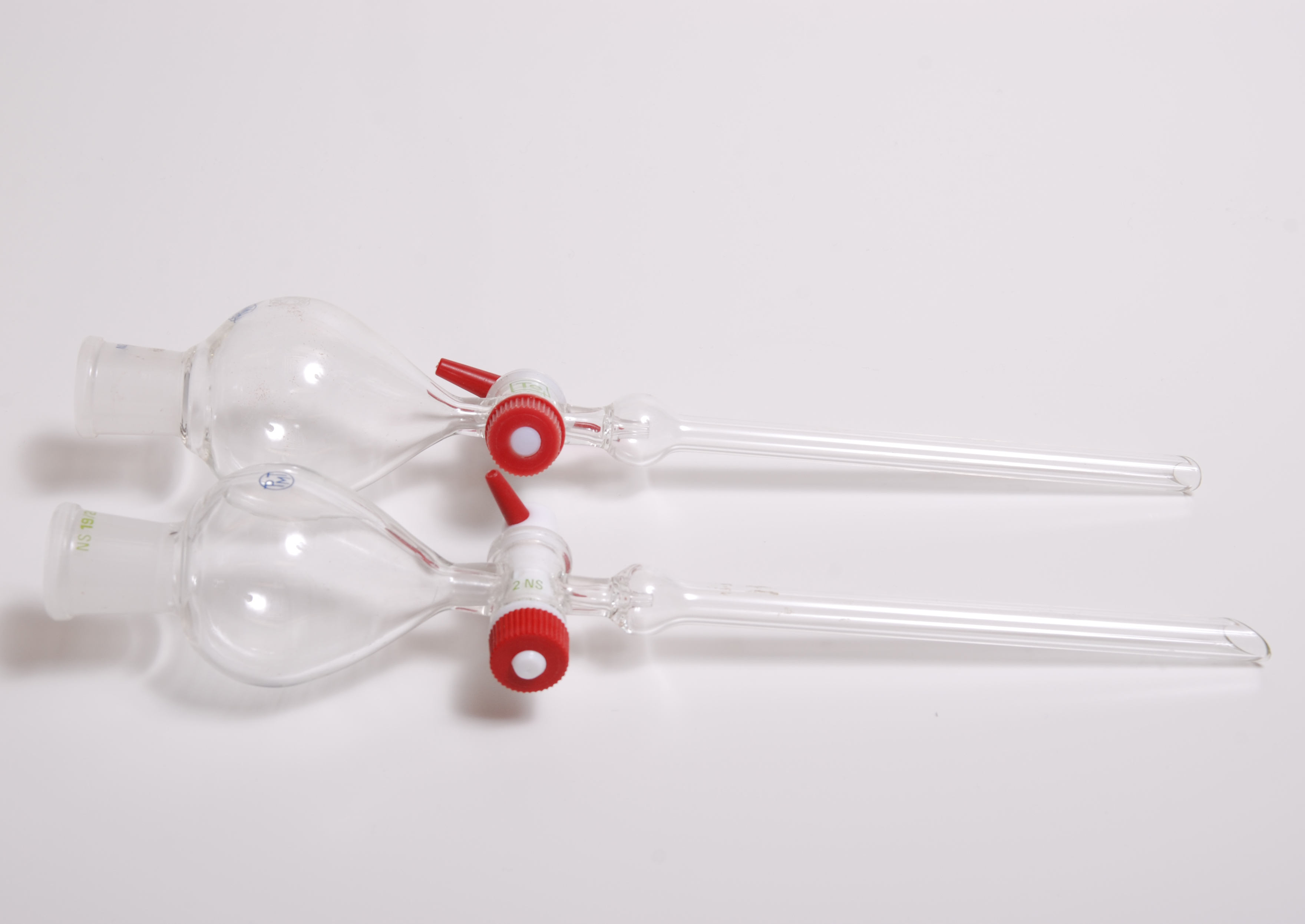
Två separertrattar av "modell mindre".

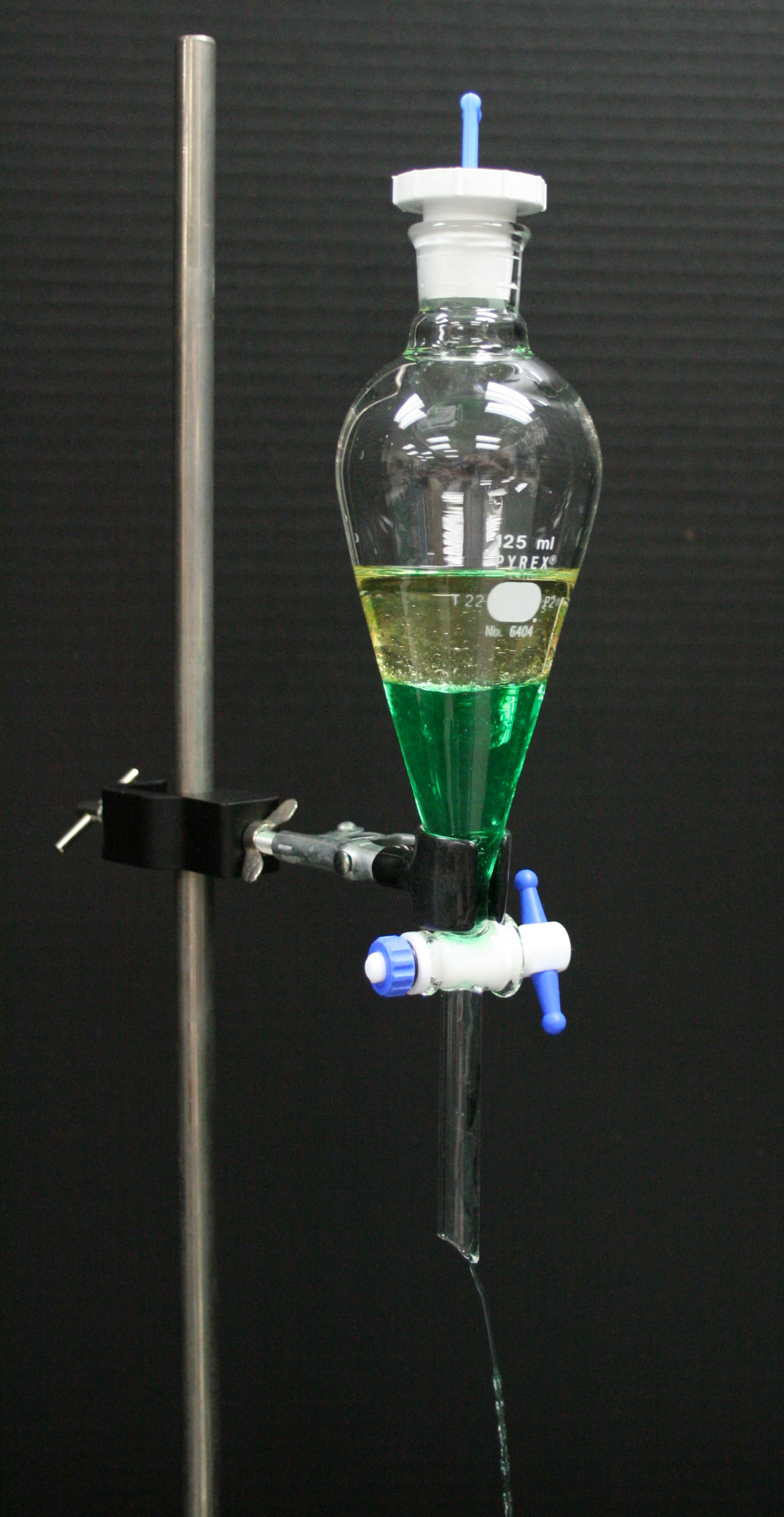
En grönfärgad vattenfas tappas ur, medan den gulaktiga oljefasen stannar kvar - om man stänger kranen vid rätt tid. Proppen är försedd med en blå luftventil (här öppen - annars hade ingen vätska runnit ut!) och kan därför sitta kvar.

En separertratt är ett laboratorieredskap för att skilja två i varandra olösliga vätskor med olika densitet, som framförallt används vid extraktion. Den består normalt av en undre trattliknande del med en kranförsedd pip och en övre halvsfärisk del med en proppförsedd hals.

## Användning
Separertratten placeras i en stativring eller stativklämma (det finns även speciella tratthållare), kranen stängs, vätskeblandningen fylls på (lämna rikligt med luft kvar i tratten, speciellt om den ena vätskan lätt förångas!), proppen sätts i och separertratten tas ur stativringen. Nu vänder man separertratten  snett uppochner (med ett stadigt grepp om proppen!) och skakar denna lätt. Vid skakningen uppstår ofta ett övertryck, så det är viktigt att lufta tratten genom att öppna kranen regelbundet (tänk då på att rikta pipen så att eventuellt sprut inte hamnar på olämpliga ställen!). När vätskorna är väl blandade sätter man tillbaka tratten (med stängd kran) i stativringen/-klämman och väntar tills vätskorna separerats (om man skakat för hårt eller om provet innehåller amfifila molekyler, som exempelvis fettsyror, och därigenom fått en svårmedgörlig emulsion kan man påskynda separationen med exempelvis tillsättande av en saltlösning, så kallad "utsaltning"). När separation (långt om länge) skett öppnar man kranen (ta ur proppen först!) så att den undre vätskefasen samlas upp i den bägare (eller E-kolv...) man placerat under tratten. När nästan hela den undre fasen (om det är denna man vill behålla) eller även en gnutta av den övre fasen (om det är denna man vill behålla) hamnat i bägaren stänger man kranen och separationen är klar!

1. Påfyllning
2. Skakning
3. Luftning
4. En lång väntan...
5. ...är äntligen över
6. Avtappning

## Historia

Principskiss av en "separertratt" som beskrevs av Pompejus Bolley 1852. Man hällde i vätskan och lät den separera i tratten. När så skett kunde man dekantera av de båda faserna genom den svanhalsformade pipen. Först hällde man av lite av den övre fasen, sedan all den undre fasen och till slut huvuddelen av den övre fasen.

Begreppet "separertratt" ("Scheidetrichter" på tyska) uppträder första gången i Friedrich Wöhlers översättning/bearbetning av Jöns Jacob Berzelius Lärbok i Kemien 1831. och beskrivs där som en oval glasbehållare med en proppförsedd hals och en lång smal pip nedtill - bortsett från kranen således mycket lik dagens separertrattar. Den nedre öppningen tillslöts och när vätskorna separerat öppnades den och flödet reglerades sedan genom att släppa in luft genom halsen med fingret. Därefter förekommer varianter med svanhalsformade pipar, för att man skulle slippa använda fingret, men först omkring 1854 började pipen förses med en kran och separertrattana kom så småningom att likna dagens modeller där blandning/extraktion och efterföljande separation sker i samma kärl.